# エミリー・デイヴィソン

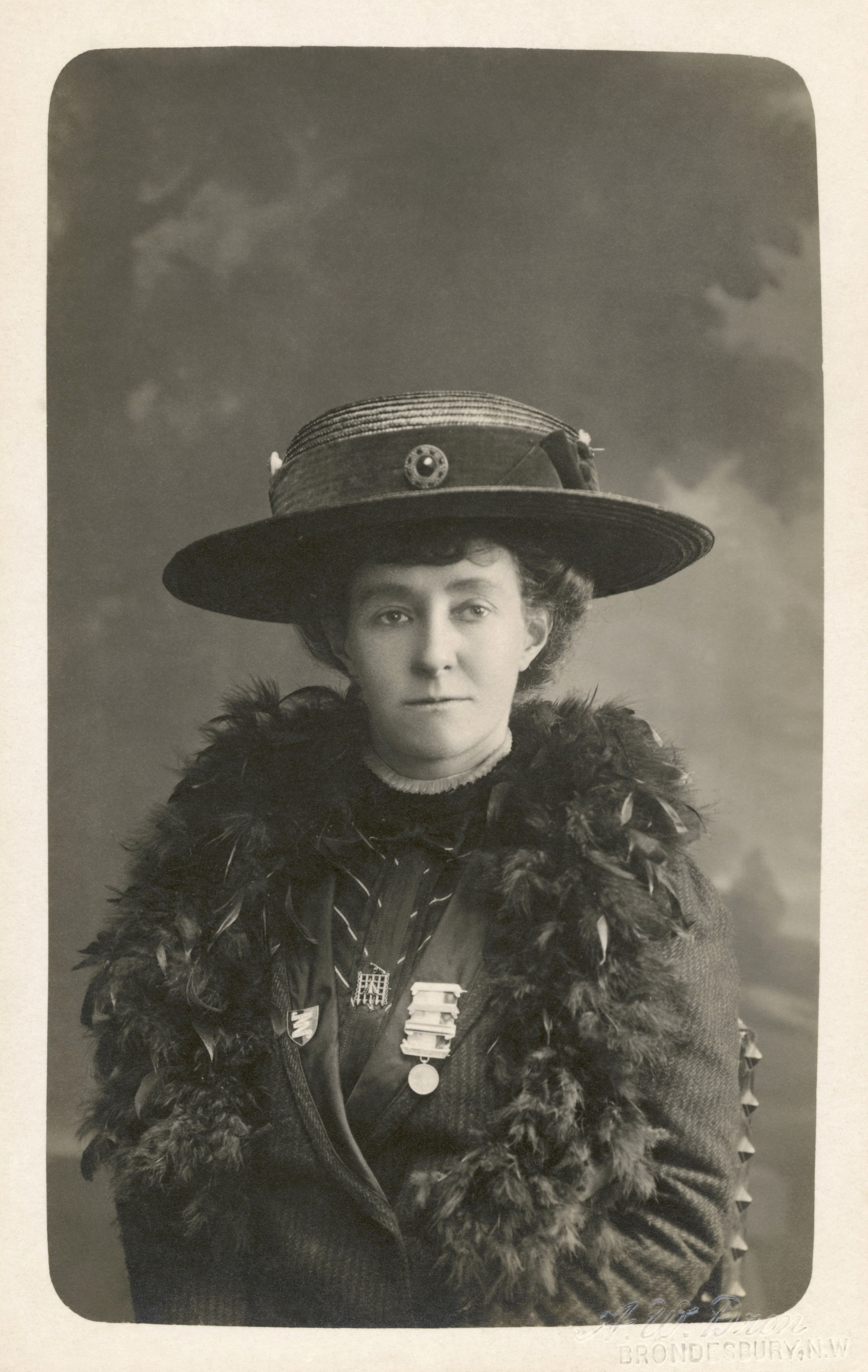
エミリー・ワイルディング・デイヴィソン

エミリー・ワイルディング・デイヴィソン（英語: Emily Wilding Davison、1872年10月11日 - 1913年6月8日）は20世紀初頭に女性参政権を求めて戦ったイギリスのサフラジェットである。
9回にわたって逮捕されることとなった極端に過激な戦略で知られていた。ハンガーストライキなどの手段で抵抗し、収監中に49回も強制摂食を受けた。収監中のハンガーストライキはサフラジェットがよく行った抵抗戦略であり、イギリスの刑務所当局はこれに対して強制摂食を行っていた。
デイヴィソンが行った最も有名な抵抗活動は、1913年6月4日のエプソムダービーでジョージ5世の馬であるアンマーの前に飛び出て重傷を負い、4日後に亡くなったことである。葬儀は1913年6月14日に女性政治社会連合 (Women's Social and Political Union、 WSPU)によって行われた。数千人のサフラジェットが棺に付き添い、数万人がロンドンの通りに並んだという。ブルームスベリーで礼拝が行われた後、棺は鉄道で家族の住むノーサンバーランドのモーペスへ送られた。

## 生い立ちと教育
デイヴィソンは南東ロンドンのブラックヒースで、ノーサンバーランド、モーペス出身のチャールズ・デイヴィソンとノーサンバーランド、ロンゴースリー出身のマーガレット・デイヴィソンの娘として生まれた。両親を同じくする2人の兄弟姉妹と、父の最初の結婚で生まれたきょうだいが数名いた。
その後エミリー・デイヴィソンはケンジントン・ハイ・スクール(現在のケンジントン・プレパラトリー・スクール)に通い、1891年にロイヤル・ホロウェイ・カレッジで文学を学ぶ奨学金を得た。しかしながら父が亡くなり、母が1学期20ポンドの費用を払えなかったため、1892年1月に余儀なく退学することとなった。その後、デイヴィソンはオクスフォード大学セント・ヒュー・カレッジに在籍できるようになった。セント・ヒュー・カレッジの最終試験では優等をとったが、この当時女性はオクスフォード大学の卒業学位を認められていなかった。大学に通った後、デイヴィソンはバークシャーやノーサンプトンシャーのスプラットンに住む家族の子どもたちを教える仕事についた。

## 活動
1906年にデイヴィソンは女性政治社会連合 (Women's Social and Political Union、 WSPU)に入った。1903年にエメリン・パンクハーストにより結成されたWSPUは、女性参政権という最終目的達成のためには戦闘的で対立も辞さない戦略が必要であると考える人々を糾合するものであった。1908年、デイヴィソンは運動に完全に身を捧げるため、教職を離れた。同年、デイヴィソンは現代外国語学位の外部候補生としてロンドン大学の試験を受けた。

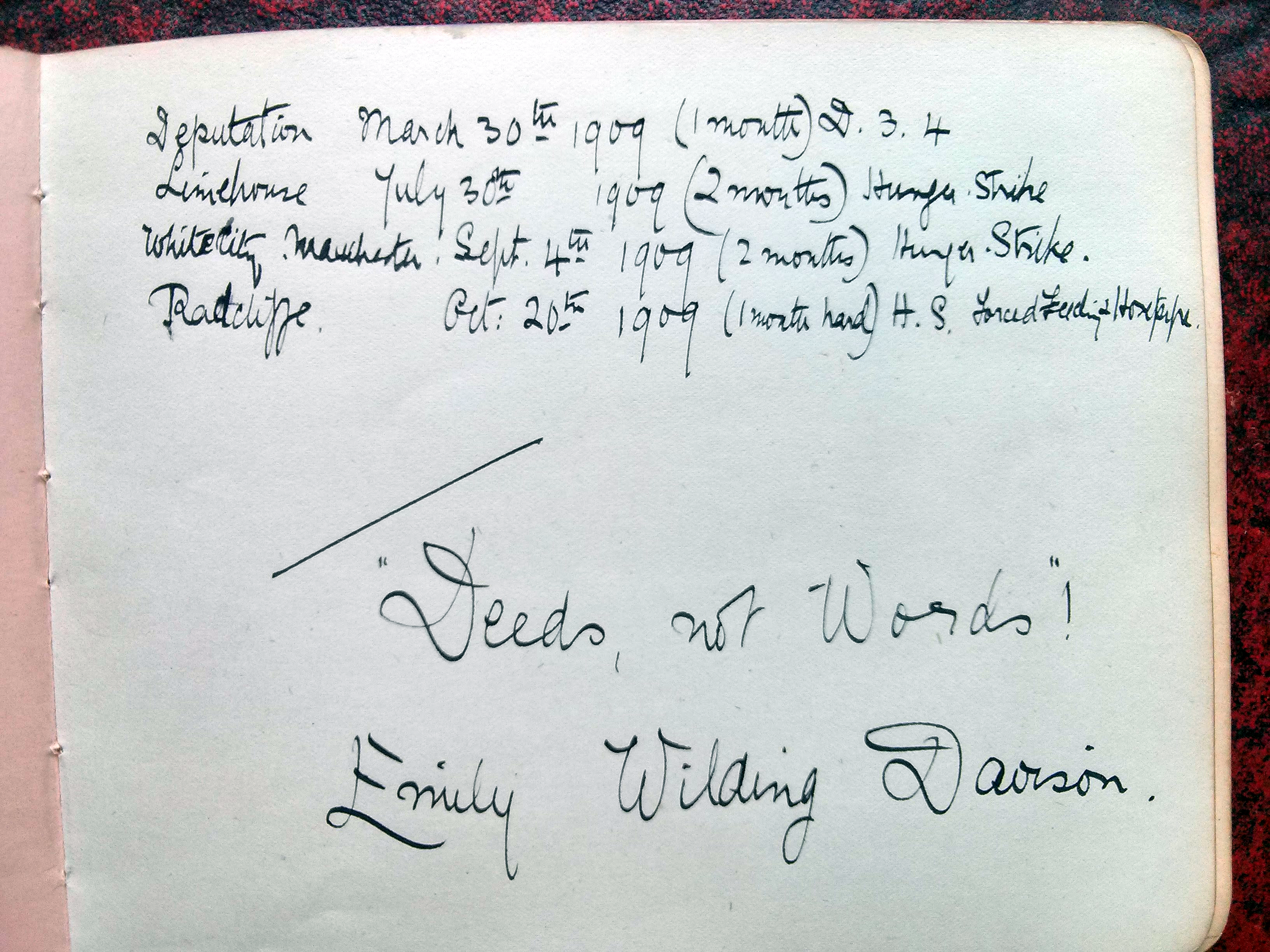
メイベル・キャッパーがサフラジェットのハンガーストライキをテーマにつくったスクラップブック(1909)にあるエミリー・ワイルディング・デイヴィソンの記載

デイヴィソンはすぐに戦闘的で暴力的なキャンペーン活動家という評判をとるようになった。自身の主導でWSPUの承認なしに会合の妨害から投石・放火まで行った。9回刑務所に収監されたが、その間にハンガー・ストライキを行って強引かつトラウマを引き起こすような手法・機器による強制摂食を受けたが、この方法はハンガー・ストライキを行ったサフラジェットに対して通常実践されるものであった。
1911年4月2日、1911年の国勢調査の夜に、デイヴィソンはウェストミンスター宮殿のチャペルである聖メアリ聖堂地下室の棚に隠れた。国勢調査の間棚の中にとどまったので、合法的に国勢調査票の上で自らの住居を「庶民院」とすることができた。1911年の国勢調査文書ではエミリー・ワイルディング・デイヴィソンはイギリス国会議事堂の「地下聖堂に隠れて」いたのが見つかったと書かれている。1990年、この出来事を記念してイギリスの政治家トニー・ベンがデイヴィソンが隠れていた棚に銘板を設置した。
1912年6月、ホロウェイ刑務所における放火による6ヶ月間の刑期が終わりに近づいていたが、この時デイヴィソンと十数名の仲間のサフラジェットが強制摂食を受け、デイヴィソンは10メートルの鉄の階段から身を投げた。この出来事はデイヴィソンに自殺傾向があったかもしれないことを示すために引かれることがあるが、文書による説明ではデイヴィソンは仲間のサフラジェットが危険にさらされるのを防ごうとしたためだと述べている。結果としてデイヴィソンは頭と背骨に重傷を負い、残り12ヶ月の人生を苦しみつつ過ごすことになった。

## エプソム・ダービー
1913年6月4日、デイヴィソンはエプソムダービーに出席した。レースが行われ、デイヴィソンがいる場所のトラックのストレッチを馬が走り過ぎると、デイヴィソンは手すりをくぐってトラック内に侵入した。さらに他の数頭の馬が通り過ぎてからデイヴィソンはジョージ5世が所有する馬アンマーの走路で両手をあげて立ちはだかった。王の馬は猛スピードでデイヴィソンに衝突した。デイヴィソンは激しく空中に投げ出され、意識不明で地面に打ち付けられた。騎手のハーバート・ジョーンズ（英三冠馬ダイヤモンドジュビリーの主戦騎手）はアンマーがつまづいた時に投げ出された。 見ていた人々はトラックに急ぎ、救急車が来るまでデイヴィソンとジョーンズに手当を施そうとした。2人とも病院に搬送された。
騎手のハーバート・ジョーンズは脳震盪その他のけがを負ったが、回復して2週間後にはアスコット競馬場でアンマーに再騎乗してレースに出ることができた。デイヴィソンはダービーの4日後に、事故による頭蓋骨骨折と内傷のため、エプソム・コテージ病院で亡くなった。
デイヴィソンがダービーに出席した目的はあまりよくわかっていない。サフラジェットの色である紫、緑、白に彩色された大きな2枚の旗、ロンドンに帰る往復用の鉄道チケット、その日後で行われるはずだったサフラジェットのダンスの会のチケット、翌週の予定が書かれた日記を持った状態で発見されており、チケットは今でも2枚ともロンドンの女性図書館のコレクションで保管されている。このことは本人が殉教者になるつもりはなかったことを示唆している。のちの研究では、ダービーのため、その日は往復チケットしか買えなかったことが指摘された。

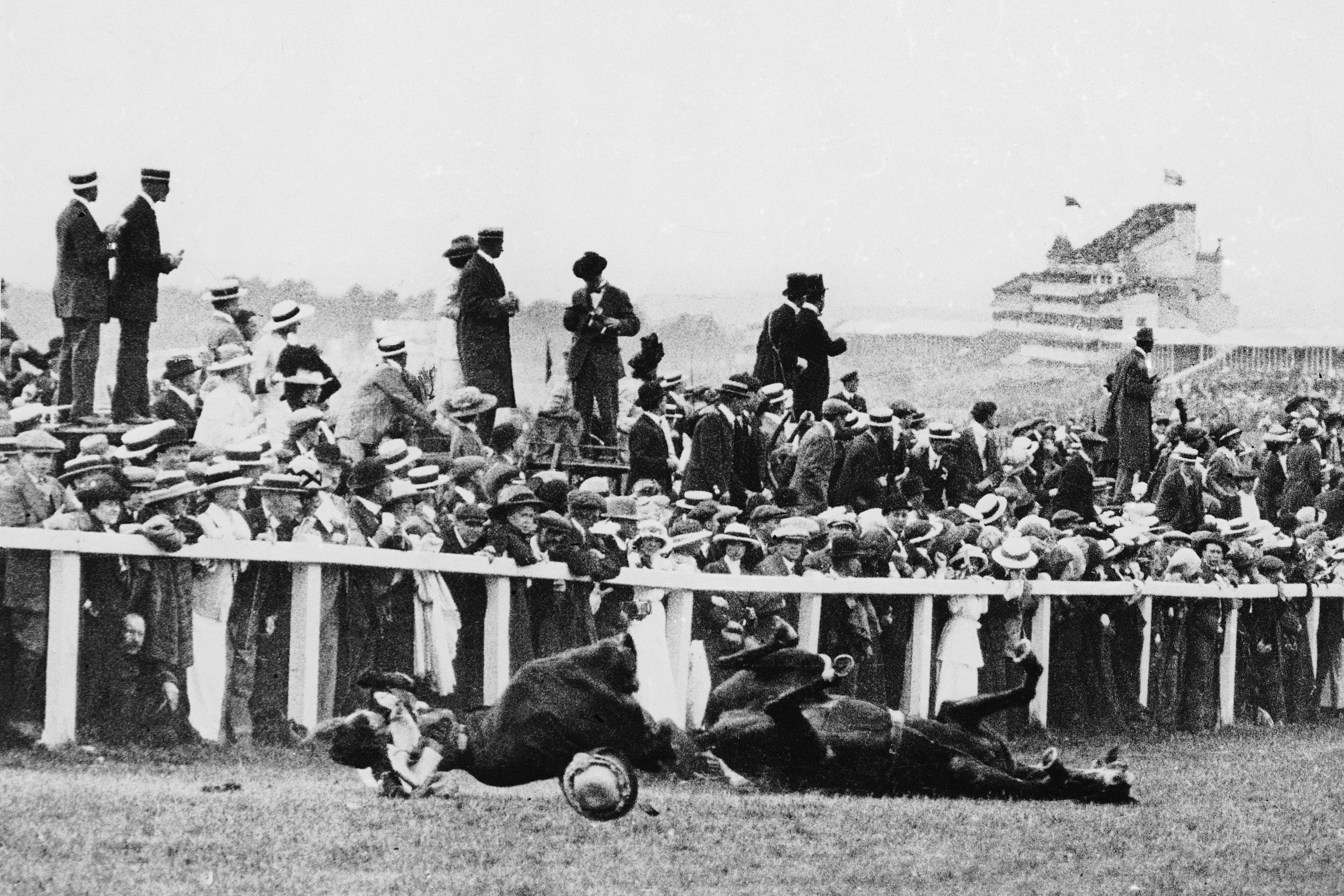
ジョージ5世の馬にはねられて地面に倒れるデイヴィソン

デイヴィソンがアンマーにメッセージかスローガンが書かれたものをつけようとしてコースに入ったという可能性もある。そうすれば馬がゴールに入る時にWSPUの旗が翻るのを見せることができるからだ。トットナム・コーナーからパテ・ニュースによって撮られた映像では、デイヴィソンがトップの馬が走りすぎるその時にコースに踏み込んでいることが見てとれる。その後、デイヴィソンは内側をさらに2頭の馬が走りすぎる間コースの真ん中に立っており、最後に一緒に走り込んできた数頭の馬のうちの1頭であるアンマーにより、最終的に地面にたたきつけられた。映像ははっきりしていないが、この時までにデイヴィソンが馬につけるつもりでWSPUのバナーを隠していた服の下から取り出していたという可能性はある。この時の目撃者たちはデイヴィソンの動機について意見を異にしていた。馬が全頭行き過ぎたと考えてトラックを単に横切ろうとしただけだと思った者もいれば、王の馬に手をかけようとしていたと述べる者もいた。歴史研究家の中には、レース前にデイヴィソンとその他のサフラジェット数名が母親宅の近所の公園で馬をつかまえて止める練習を行い、だれがエプソムに行くかをくじ引きで決めていたと指摘する者もいる。
デイヴィソンの死についてはさまざまな仮説があり、この中には故意に馬の下に「身投げ」したというものや、アンマーにサフラジェットのバナーをとめようとしていたというものもある。しかしながらどの説にも確かな証拠はない。

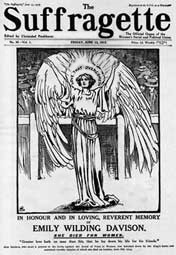
クリスタベル・パンクハーストが編集した新聞『サフラジェット』のエミリー・ワイルディング・デイヴィソン記念号

2013年のチャンネル4の番組でクレア・ボールディングは、デイヴィソンは自らの大義を広報するため王の馬の首にVotes for Womenのサッシュを投げようとしていたと示唆した。衝突直後に現場で見つかったとされるサッシュはジョッキークラブとの競り合いののちに作家のバーバラ・ゴーナがオークションで落札しており、今ではイギリス国会議事堂にかかっている。この仮説は、3種類の異なるニューズリールカメラで撮影された映像を番組のために法科学の専門家が精査・関連づけした調査の結果によって裏付けられた。デイヴィソンは以前に考えられていたよりもずっとコーナーの開始地点近くにおり、接近する馬がはるかによく見える可能性がある場所にいたとわかった。　
競馬史の専門家で、1913年のダービーとデイヴィソンの事件について考察した2013年刊行の歴史書The Suffragette Derbyの著者であるマイケル・タナーは、デイヴィソンの行動は考えられているよりずっと意味のないものだと主張した。デイヴィソンのいたトラック内の位置と、当時はレース実況がなかったことからして、デイヴィソンは自分が衝突したのが王の馬だとはわからなかったというのである。タナーはチャンネル4で提示された仮説にも、調査の末に疑義を呈している。

## 顕彰

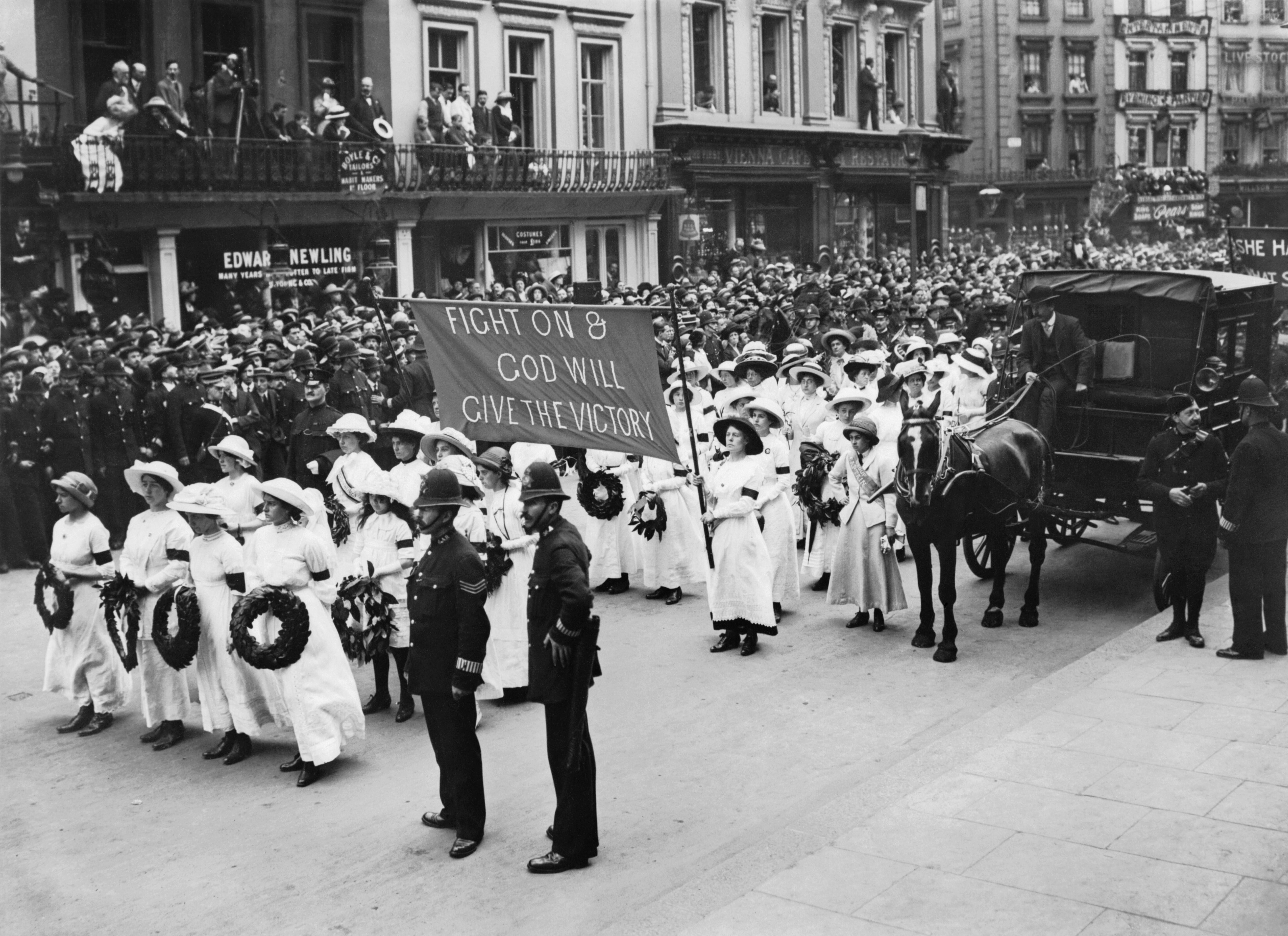
ノーサンバーランドのモーペスにおけるデイヴィソンの葬儀の列の一部

デイヴィソンはノーサンバーランドのモーペスにあるセント・メアリー・ザ・ヴァージン教会の墓地に埋葬されたが、ここは父が1893年に埋葬された家族の墓所であった。墓地はデイヴィソンが母や家族と住んでいたロンゴースリーの7マイルほど南にあたる。1913年6月14日にロンドンの聖ジョージ教会で追悼礼拝が行われ、多くの人が出席した。デイヴィソンの棺は6月15日に埋葬のためモーペスに鉄道で運ばれた。墓石にはWSPUのスローガン「言葉ではなく行動を」("Deeds not words.")が刻まれている。
2013年4月18日、エプソム競馬場でデイヴィソンの没後100年を記念する銘板がお披露目された。100周年を前に、2013年のエプソム・ダービーで1分間の黙祷を捧げることを目指すエミリー・ワイルディング・デイヴィソン記念キャンペーンも行われた。しかしながら、競馬場のほうが「人・物の流れからして不可能である」と述べたため、このキャンペーンは成功しなかった。

## 後世への影響
サフラジェットが行った他の戦闘的行動と同様、デイヴィソンの行動は世論を二分した。勇気と重要な大義への献身を称賛した者もいれば、スポーツの妨害、騎手であるハーバート・ジョーンズへの加害、王に対する無礼を強く非難する者もいた。しかしながら直接的には男性による女性参政権への政治的支持を活気づけることとなり、北部男性女性参政権同盟(Northern Men's Federation for Women's Suffrage)ができた。最初はイギリス首相ハーバート・ヘンリー・アスキスへの代表団という形をとっていたが、これが拒絶されると永続的な団体となった。トップは女優のモード・アーンクリフ＝セネットであった。主にグラスゴーやエディンバラのタウンの評議員、聖職者、弁護士その他の市の関係者からなり、中央スコットランド以外の地域では、デイヴィソンの故郷ノーサンバーランドにおいてすらほとんど支持を得られなかった。
この同盟以外では、デイヴィソン事件の影響をイギリスで起こった幅広いサフラジェットの戦闘的活動から区別することは難しい。こうした活動は第一次世界大戦勃発により政情が激変するまで続いた。
エミリー・デイヴィソンはイギリスの作曲家ティム・ベンジャミンによるオペラ『エミリー』(Emily、2013)の主題となった。アメリカのロックシンガー、グレッグ・キンが1976年に出したファースト・アルバム『グレッグ・キン』(Greg Kihn)にはデイヴィソンを主題とするエレジー「エミリー・デイヴィソン」("Emily Davison")が収録されている。
デイヴィソンは2015年の映画『未来を花束にして』(Suffragette)にも脇役として登場しており、ナタリー・プレスが演じている。デイヴィソンの死と葬儀が映画のクライマックスである。
2017年1月11日、ロイヤル・ホロウェイは新しい図書館をデイヴィソンに因んだ名前にすると発表した。

### アーカイブ
- エミリー・デイヴィソンの資料はロンドン・スクール・オブ・エコノミクスの女性図書館にてref 7EWDで請求できる。Library of the London School of Economicsを参照のこと。